# Alfabeto N'ko
N'Ko é um alfabeto idealizado por Solomana Kante em 1949 como sistema de escrita para as línguas mandês da África Ocidental; N'Ko significa 'Eu digo' em todas as línguas Mandé. A normatização da língua é da Associação Kurukan fuwa gbara.

## Características
Esse Alfabeto tem similaridades com o alfabeto árabe, principalmente no sentido da escrita (da direita para a esquerda) e a interconexão gráfica das letras.
Diacríticos colocados sob uma vogal indicam Nasalisação. Se colocados no alto da vogal ou sílaba indicam extensão tonal.

## História
O Alfabeto N'Ko passou a ser usado publicamente em Kankan, Guiná, para transcrever as Línguas maninkas no início dos anos 50. O "Día do Alfabeto N'Ko" é o 14 de abril, pois nessa data em 1949 foi finalzado projeto dessa escrita. A introdução do Alfabeto foi acompanhada por um movimento de promoção da escrita N'Ko entre os falantes das línguas mandês no oeste da África.
Em 2005, era usado principalmente na Guiné e Costa do Marfim (respectivamente para Língua maninka e Língua diúla, respectivamente), contando também usuários ativos em Mali (para Língua bambara). Textos publicados en N'Ko incluem uma tradução do Corão, vários livros didáticos de física e geografía, trabalhos poéticos e filosóficos, descrições sobre medicina tradicional, um dicionário, muitos jornais locais. 
Em 2006 foi aprovada a codificação da escrita N'Ko no sistema Unicode 5.0. Possui Código ISO 15924 Nkoo.

## Letras

### Vogais
| ɔ | o | u | ɛ | i | e | a |
|   |   |   |   |   |   |   |

### Consoantes
| ra | da | cha | ja | ta  | pa | ba  |
|    |    |     |    |     |    |     |
| ma | la | ka  | fa | gba | sa | rra |
|    |    |     |    |     |    |     |
| n' |    | ya  | wa | ha  | na | nya |
|    |    |     |    |     |    |     |